# Aston Sandford
Aston Sandford är en by och civil parish i Buckinghamshire i England. Byn ligger cirka 1,6 km öster om Haddenham. 1,5 km nordost om byn ligger Aston Mullins. Byn var 1086 känd som Cold Aston, under Manno the Bretons ägo.